# Петропавловська ТЕЦ-2
Петропавловська ТЕЦ-2 — теплова електростанція на півночі Казахстану.
З 1961 по 1974 роки на майданчику станції ввели в дію дванадцять парових котлів — один від Таганрозького котельного заводу типу ТП-46 продуктивністю по 220 тон пари на годину (станційний номер 1), чотири Таганрозького котельного заводу типу ТП-46А продуктивністю по 220 тонн пари на годину (номери 2 — 5), два Брненського машинобудівного заводу (номери 6 та 7) та п'ять виробництва Барнаульського котельного заводу типу БКЗ-220-100Ф продуктивністю по 220 тонн пари на годину (номери 8 — 12). При цьому до 1969-го стали до ладу сім парових турбін: п'ять виробництва Ленінградського металічного заводу — одна типу ВК-50-3 потужністю 50 МВт (стала до ладу в 1961, станційний номер 1), дві типу ВПТ-50-2 потужністю по 50 МВт (1962 та 1963 роки, номери 2 та 3) та дві типу ВК-100-6 потужністю по 100 МВт (1967 та 1969 роки, номери 6 та 7), а також дві турбіни чеської компанії Skoda типу ВК-50 потужністю по 50 МВт (1964 та 1965 роки, номери 4 та 5). 
В 1981 та 1983 роках котли № 6 та № 7 замінили на котли від Барнаульського котельного заводу типу БКЗ-220-100Ф продуктивністю по 220 тонн пари на годину. Також для збільшення теплової потужності в 1977, 1978, 1979 та 1986 роках встановили чотири водогрійні котли від Дорогобузького котельного заводу типу КВГМ-100 продуктивністю по 100 Гкал/год.
До 1987-го пройшли модернізацію всі сім турбін — № 1 до рівня Т-42-90/1,2 зі зменшенням потужності до 42 МВт (1987 рік), № 2 та № 3 до рівня ПТ-60/90-13 зі збільшенням потужності до 60 МВт, № 4 та № 5 (у 1985 та 1977 роках) до рівня Р-33-90/1,3 зі зменшенням потужності до 33 МВт та № 6 та № 7 (у 1972 та 1976 роках) до рівня Т-76-90/2,3 зі зниженням потужності до 76 МВт. Таким чином, загальна електрична потужність станції зменшилась з 450 МВт до 380 МВт при тепловій потужності у 1185 Гкал/год (до модернізації турбіни 1).
В 1992-му провели ще одну модернізацію турбіни № 2 до типу ПТ-65/75-90/13 зі збільшенням потужності до 65 МВ.
В 2010-х роках провели масштабну реконструкцію станції, яка, зокрема, включала:
- в 2013-му замість турбіни № 4 встановили турбіну від Уральського турбінного заводу типу Т-50/60-8,8 потужністю 50 МВт;
- в 2015-му замість турбіни № 1 встановили турбіну від Уральського турбінного заводу типу К-63-90 потужністю 63 МВт;
- в 2015-му модернізували турбоагрегат № 7 зі збільшенням потужності до 100 МВт;
- в 2017-му замість турбіни № 5 встановили турбіну від Уральського турбінного заводу типу Т95/100-8,8 потужністю 95 МВт.

Котельне господарство також пройшло через ряд змін, як то:
- в 2011 та 2012 роках котли № 6 та № 7 були реконструйовані до типу в Е-270-9,8-540 зі збільшенням продуктивності на 50 тонн пари на годину;
- в 2004-му демонтували котел № 8, який у 2014-му замінили на котел типу Е-270-9,8-540КТ продуктивністю 270 тонн пари на годину;
- в 2016-му котел № 12 модернізували зі збільшенням продуктивності на 50 тонн пари на годину;
- водогрійні котли були демонтовані.

Як наслідок, загальна електрична потужність ТЕЦ зросла до 541 МВт при тепловій у 713 Гкал/год.
ТЕЦ спорудили з розрахунку на спалювання вугілля, тоді як водогрійні котли працювали на мазуті.
Для видалення продуктів згоряння звели три димарі висотою по 150 метрів. В 2022-му через поганий стан конструкцій завалився димар № 1, при цьому загинула одна людина. Після цього на ТЕЦ розпочали проект зведення нового димаря.
Джерелом води для охолодження виступає річка Ішим, при цьому як водойму-охолоджувач використовують озеро Біле, до якого прокладено два канали (для теплої та холодної води) завдовжки по 4 км.
Видача продукції відбувається по ЛЕП, що працюють під напругою 6 кВ, 35 кВ, 110 кВ та 220 кВ.